# 拉阿帕爾塔達

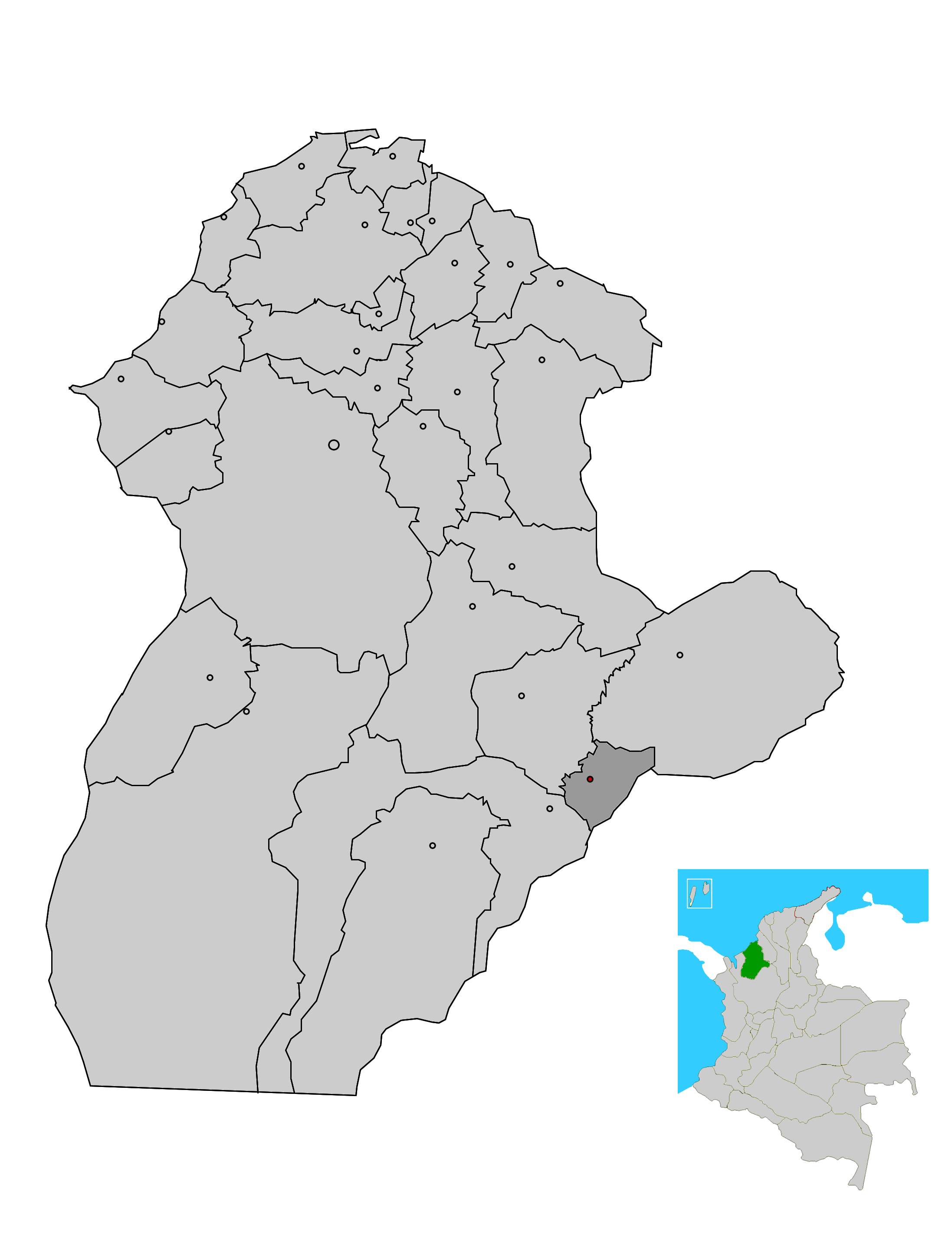

拉阿帕爾塔達是哥倫比亞的城鎮，位於該國西北部，由科爾多瓦省負責管轄，距離首府蒙特里亞100公里，始建於1957年10月24日，面積241平方公里，海拔高度50米，2005年人口12,728。

## 外部連結
- （西班牙文） Gobernacion de Cordoba - La Apartada[永久]
- （西班牙文） La Apartada official website

8°06′02″N 75°22′57″W / 8.10056°N 75.3825°W